# Nitrie (Égypte)
Le désert de Nitrie était l'un des lieux principaux d'implantation du monachisme chrétien en Égypte dans l'Antiquité tardive.

## Histoire
C'est dans un lac asséché de ce désert que les Égyptiens tiraient parfois ce qu'ils nommaient natron, également dénommé nitrum en grec. Le nom de cette contrée désertique proche d'Alexandrie est d'origine grecque, contrairement à la vallée du Natron beaucoup plus éloignée.
Il y avait trois lieux principaux d'implantation du monachisme chrétien distincts en Basse-Égypte et ils ont été longtemps confondus : le désert de Nitrie, le désert de Scété et les Kellia. La confusion entre « Nitrie » et « Scété » a été dissipée en 1932 par un ouvrage d'H. G. Evelyn White. L'emplacement des Kellia a été repéré en 1964 par Antoine Guillaumont. De nombreux travaux ont été menés de 1965 à 2004 par la mission suisse d'archéologie copte des Kellia, sous la direction du coptologue Rodolphe Kasser.
- Le « désert de Scété » correspond à l'actuel Ouadi Natroun[5], une dépression orientée N.O.-S.E., dont le fond est occupé par des nappes d'eau riches en carbonates et en nitrates, et qui est située à peu près à mi-chemin entre Le Caire et Alexandrie, non loin de la route actuelle reliant les deux villes appelée « route des déserts ». Quatre monastères coptes y sont encore implantés de nos jours (dont le Monastère des Syriens d'où provient la fameuse collection de manuscrits syriaques de la British Library, appelée par erreur Nitrian Collection).

- Le « désert de Nitrie » se situait à quelque 60 km plus au nord, bien plus près de la ville d'Alexandrie (plus précisément à une quinzaine de km au sud de Damanhur). Le site fait aujourd'hui partie de la région habitée et cultivée du Delta et il n'y a plus de trace visible des anciennes implantations monastiques.

- Le site des Kellia se trouvait entre les deux, à environ 18 km au sud de Nitrie. Naguère encore dans le désert, il est aujourd'hui, à la suite de travaux d'irrigation, envahi par les cultures.

Le premier qui s'établit dans le « désert de Scété » fut Macaire le Grand vers 330 (le monastère Saint-Macaire de Scété existe encore). Ensuite il fut rejoint par des disciples comme Paphnuce le Bubale, Moïse l'Éthiopien, Sisoès, Jean le Nain, Poimen. Le fondateur du site de Nitrie fut Amoun, à peu près à la même époque. Il y vécut une vingtaine d'années et y fut rejoint par des disciples comme Or et Pambo. Comme il y en eut bientôt beaucoup, Amoun décida d'une nouvelle implantation qu'il choisit sur les conseils de l'ermite Antoine, sans doute en juillet 338 quand celui-ci se déplaça à Alexandrie pour soutenir l'archevêque Athanase contre les ariens. Ce fut l'origine des Kellia, c'est-à-dire les « Cellules », car les logis des moines étaient dispersés dans le désert. C'est aux Kellia que vécurent Macaire d'Alexandrie (à distinguer de Macaire de Scété) et Évagre le Pontique (ce dernier à Nitrie de 383 à 385 environ, puis aux Kellia).
Les moines de Nitrie et ceux de Scété étaient opposés au temps de l'archevêque Théophile d'Alexandrie : Nitrie était sous l'influence de l'origénisme, et Théophile y fit lui-même, à la tête d'une troupe, une expédition violente en 401, y molestant certains ascètes et en expulsant trois cents autres qui trouvèrent refuge à Scythopolis, en Palestine : Scété était dominée par les « anthropomorphites », qui attaquèrent Théophile dans son palais d'Alexandrie en 399, avant de devenir ses alliés.